# Victor Wembanyama
Victor Wembanyama (Le Chesnay, 2004. január 4. –) francia válogatott kosárlabdázó, a San Antonio Spurs játékosa a National Basketball Associationben (NBA). A 226 centiméteres játékost generációjának egyik legjobb európai játékosának tartják, és az első választás volt a 2023-as NBA-drafton. Kiemelkedő gyorsasággal, labdakezeléssel, magassággal, dobótávolsággal és agilitással rendelkezik.
Le Chesnay-ben született, a Nanterre 92 csapatában kezdte pályafutását, a francia első osztályban 2019-ben, mindössze 15 évesen. Két évvel később az ASVEL játékosa lett, ahol francia bajnok lett egyetlen szezonjában. 2022-ben leszerződtette a Metropolitans 92, ahol a csapat kulcsembere lett. Kétszeres LNB All Star, egyszer a gála legjobb játékosának választották és háromszor is megválasztották a liga legjobb fiatal játékosának.
Páratlan újoncszezonját követően, amelyben neki volt a legtöbb blokkja a ligában, az év legjobb újoncának nevezték, és második lett az év védekező játékosát megválasztó szavazáson, és minden idők első újonca lett, akit beválasztottak a liga legjobb védői közé.
Wembanyama francia válogatott, utánpótlás szinten kétszer is ezüstérmes lett csapataival. Az U19-es világbajnokságon megdöntötte a rekordot a legtöbb blokkért mérkőzésenként egy tornán. 2024-ben ezüstérmes lett az olimpián.

## Fiatalkora
Wembanyama a francia Le Chesnay-ben született. Gyerekkorában kapusként focizott és dzsúdózott.  Apja, Félix, aki Kongóból származik, atléta, magasugró, távolugró és hármasugró volt. Anyja, Elodie de Fautereau kosárlabdázott fiatalkorában és később edző lett. Apja és anyja 198 és 191 cm magasak. Nővére, Eve szintén kosárlabdázó, a 2017-es U16-os Európa-bajnokságon aranyérmes lett a francia válogatott tagjaként. Öccse, Oscar pedig kosárlabdázott és kézilabdázott utánpótlás csapatokban. Nagyapja, Michel de Fautereau és nagyanyja, Marie Christine szintén kosarazott.
Négy éves kora óta az anyja edzette kosárlabdára, aki profi kosárlabdázó volt. Helyi csapatában, az Entente Le Chesnay Versailles színeiben kezdett el játszani, majd tíz éves korában a Nanterre 92 utánpótláscsapatának tagja lett. A szülei elutasították nagyobb csapatok, mint az FC Barcelona és az ASVEL ajánlatait. 2018 februárjában kölcsönbe leigazolta a Barcelona az utánpótlás kupa idejére, amelyben a csapat harmadik lett. 16 pontot és 15 lepattanót szerzett a bronzmérkőzésen.
A 2019–2020-as szezonban elkezdett az U21-es bajnokságban játszani az Espoirs Nanterre csapatában. 2020 februárjában játszott az Adidas Next Generation Tournament (ANGT) selejtezőiben. A Zaragoza elleni győzelem során február 8-án Wembanyama 22 pontot, 15 lepattanót és ANGT-rekord 9 blokkot szerzett. A torna alatt 15,8 pontot, 12 lepattanót, 6 blokkot és 2,8 labdaszerzést átlagolt, neki volt a legtöbb blokkja a torna során. Beválasztották a torna legjobb csapatában. A bajnokságban 13 mérkőzésen meccsenként 10,2 pontja, 4,8 lepattanója, 2,8 blokkja volt 20,1 perc játékidő alatt. Szeptember 23-án játszott először a 2020–2021-es szezonban, a mérkőzésen 22 pontja, 18 lepattanója, 5 blokkja és négy gólpassza volt a JL Bourg ellen. A következő hónapban a Centre Fédéral csapatába küldték a harmadosztályba. Wembanyama itt október 21-én mutatkozott be, 22 pontot, 10 lepattanót és 7 blokkot szerezve az STB Le Havre ellen.

## Profi pályafutása

### Nanterre 92 (2019–2021)
A 2019–2020-as szezonban játszott először felnőtt csapatban Wembanyama, mikor Pascal Donnadieu lehetőséget adott neki néhány perc játékra a szezon során. 2019. október 29-én Wembanyama bemutatkozott a Nanterre 92 felnőtt csapatában, mikor 31 másodpercet játszott a Brescia ellen az EuroKupában. 15 évesen, 9 hónaposan és 25 naposan, ő lett a második legfiatalabb játékos a EuroKupa történetében, Stefan Petković után. 2020 februárjában részt vett a kaunasi Adidas Next Gen-utánpótlás-selejtezőtornán. 2020. február 8-án 32 pontja, 15 lepattanója és rekord 9 blokkja volt a Zaragoza U18-as csapata ellen. A tornán 15,8 pontot, 12 lepattanót, 2,8 labdaszerzést és 6 blokkot átlagolt, az utóbbi a legjobbnak számított és be is választották az ANGT legjobb csapatába. A szezont 10,2 pontot, 4,9 lepattanót és 3,3 blokkot átlagolva zárta, főleg a cserepadról állt be.
A 2020–2021-es szezonban egyszerre játszott a Nanterre felnőtt és U21-es csapatában, illetve a harmadosztályú Centre Fédéral keretének is tagja volt. 2020. szeptember 23-án Wembanyama bemutatkozott a francia első osztályú bajnokságban is, a mérkőzésen négy perc alatt egy lepattanója volt. Októberben megjelent róla egy videó, ahol Rudy Gobert és Vincent Poirier NBA-centerek ellen játszott. December 12-én sérülést szenvedett egy BCM Gravelines-Dunkerque elleni mérkőzésen. Összesen két és fél hónapot hagyott ki a sérülés miatt, egyre többet játszott a felnőtt csapatban. 2021. május 25-én szezoncsúcs 14 pontja és 10 lepattanója volt a Orléans Loiret elleni 99–87 végeredményű mérkőzésen. Tízszer volt kezdő a szezonban, ezeken a mérkőzésken 6,8 pontot és 4,7 lepattanót átlagolt, megválasztották a szezon fiatal játékosának, amely után úgy döntött, hogy hét év után elhagyja a Nanterre-t. A harmadosztályban négyszer szerepelt, 11,8 pontot, 6,8 lepattanót és három blokkot átlagolva.

### ASVEL (2021–2022)

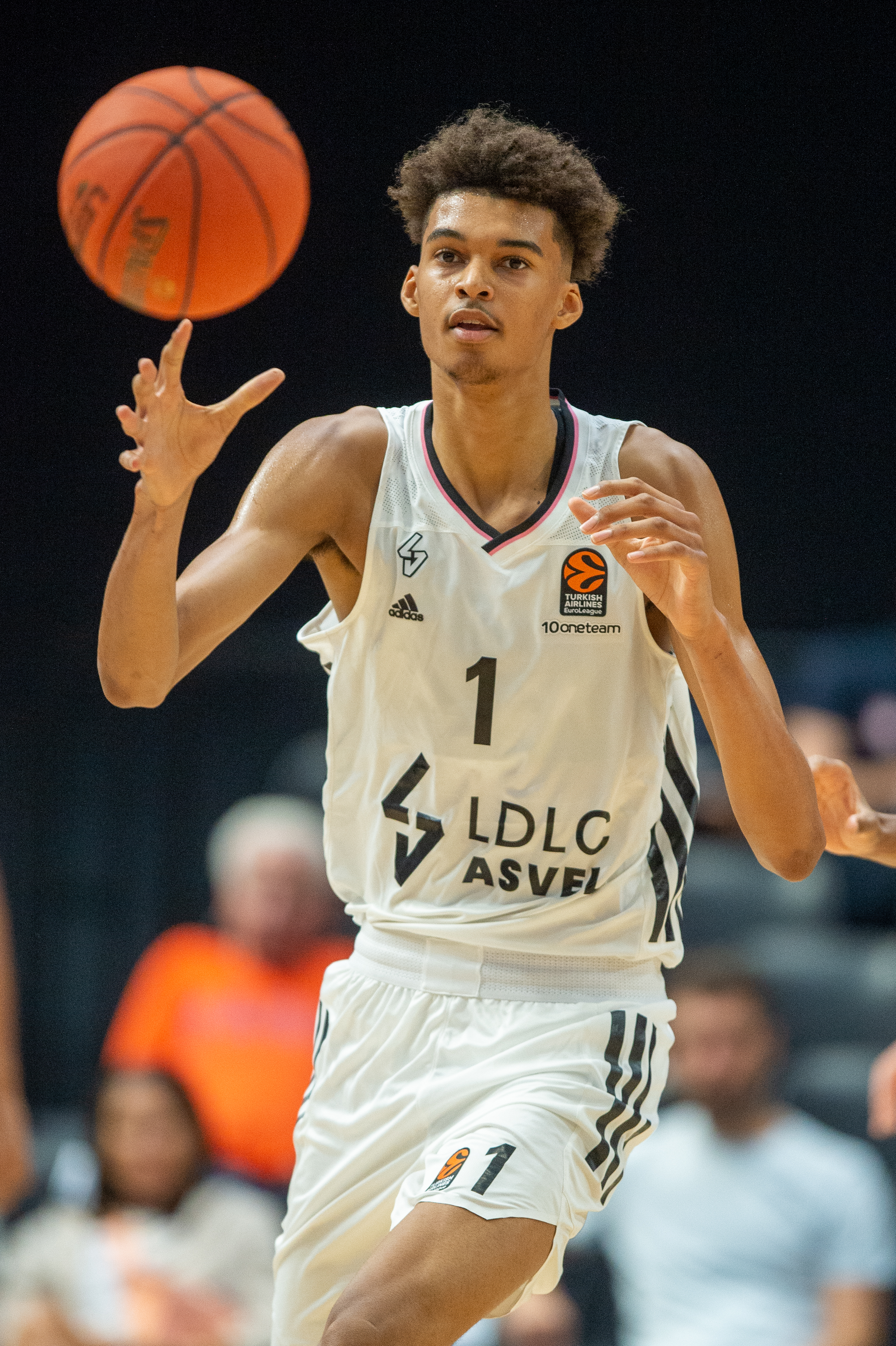
2021-ben az ASVEL játékosaként 2021-ben

2021. június 29-én Wembanyama aláírt egy három éves szerződést az ASVEL csapatával a francia bajnokságban és az Euroligában. Október 1-én mutatkozott be az Euroligában, három percet játszott a Žalgiris ellen, egy blokkot szerezve. November 10-én csapata bejelentette, hogy ki fog hagyni három hetet, miután egyik ujja megrepedt. Decemberben visszatért, de a Zenyit elleni mérkőzésen vállsérülést szenvedett, így ki kellett hagynia három hetet. December 29-én beválasztották az LNB All Star-gálára, de a sérülés miatt nem tudott részt venni. Február 11-én tért vissza. Április 3-án Wenbanyama karriercsúcs 25 pontot szerzett, 69%-os hatékonysággal, a Le Portel elleni 85–65 arányú győzelem során, hét lepattanó és három blokk mellett. Április 7-én 18 pontja volt az Olimpia Milano elleni Euroliga-találkozón, ami karriercsúcsának számít. Június 3-án bejelentették, hogy véget ért szezonja egy izomsérülés miatt, amit a JDA Dijon ellen szenvedett. Ennek ellenére az ASVEL meg tudta nyerni sorozatban harmadik bajnoki címét. 2022. május 18-án Wenbanyama ismét megnyerte a szezon fiatal játékosa díjat, a bajnokságban 9,4 pontot és 5,1 lepattanót átlagolva. Az Euroligában 6,5 pontja és 3,8 lepattanója volt mérkőzésenként, második lett Rokas Jokubaitis mögött a Legjobb Fiatal Játékos-díj szavazásán. A szezon végén úgy döntött, hogy nem folytatja az ASVEL-lel, annak ellenére, hogy a csapat elnöke, Tony Parker megígérte neki, hogy köré fogja építeni a csapatot.

### Metropolitans 92 (2022–2023)

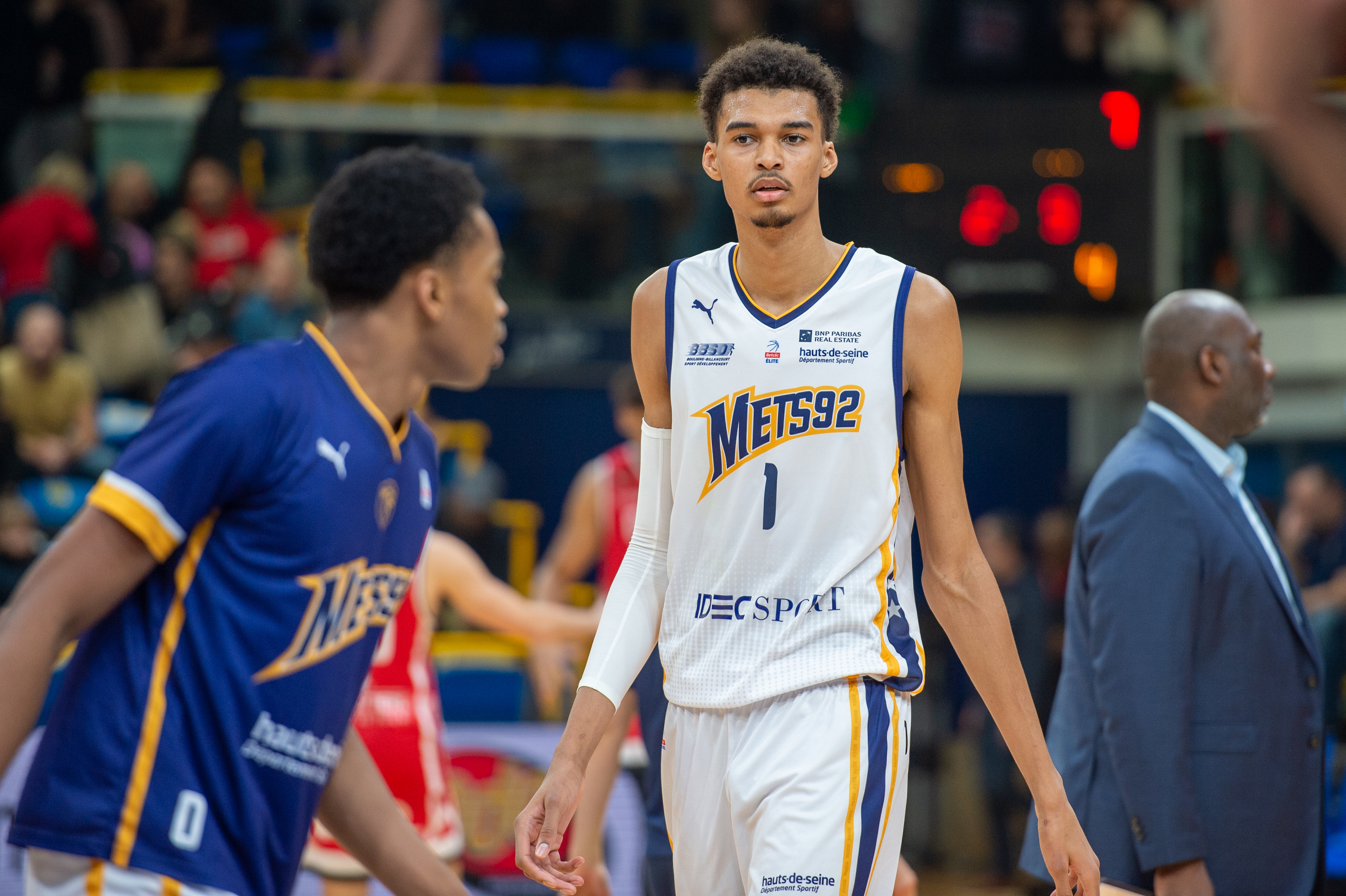
A Metropolitans 92 színeiben

2022. június 30-án két éves szerződést írt alá a francia Metropolitans 92-zal. AZért döntött a csapat mellett, mer tannak edzője, Vincent Collet ismert arról, hogy lehetőséget ad és nagy hangsúlyt fektet fiatal játékosok fejlődésére. 2022. október 4-én Wembanyama 37 pontot szerzett az NBA G-League Ignite elleni barátságos mérkőzésen, 7 hárompontost értékesítve (11 próbálkozásból), öt blokk mellett. A két csapat második találkozásán, két nappal később 36 pontja és 11 lepattanója volt. Az Ignite játékosa volt ekkor Scoot Henderson, aki akkor a valószínű második választásnak számított a 2023-as drafton. Ezek a mérkőzések voltak Wembanyama első szereplései az Egyesült Államokban és országszerte közvetítették, több mint 200 játékosmegfigyelő és NBA-csapatigazgató jelent meg megtekinteni a két játékos párharcát. Október 27-én az NBA bejelentett, hogy a szezon során közvetíteni fogják a Metropolitans 92 összes mérkőzését.
A 2022–2023-as szezonban a Pro A egyik legdominánsabb játékosa lett. 2022. november 4-én karriercsúcs 33 pontot szerzett, 12 lepattanó, négy gólpassz és három blokk mellett a Limoges CSP ellen. December 2-án Wembanyama sorozatban negyedik mérkőzésén szerzett legalább 30 pontot, a Fos Provence ellen 32 pontja, 10 lepattanója, négy blokkja és három gólpassza volt. Ezzel csapat már sorozatban kilenc találkozón győzni tudott. December 29-én a francia csapat csapatkapitányának választották az All Star-gálára. A mérkőzésen 27 pontja, 12 lepattanója és négy gólpassza volt, a gála történetének legfiatalabb MVP-je lett. 2023. január 9-én 3,5 másodperccel a mérkőzés vége előtt egy zsákolással szerezte meg a győztes pontokat csapatának az ASVEL ellen.

### San Antonio Spurs (2023–napjainkig)

#### 2023–2024: történelmi újoncszezon
2023. június 22-én a San Antonio Spurs a 2023-as NBA-drafton az első helyen választotta, amivel rögtön több rekordot is megdöntött. Az első elsőként választott francia játékos volt és mindössze a második európai (Andrea Bargnani után), illetve a Spurs harmadik első választása, David Robinson és Tim Duncan legendák után. Július 7-én mutatkozott be a nyári ligában, a Charlotte Hornets ellen kilenc pontja és nyolc lepattanója volt, mindössze 15,3%-os dobóhatékonysággal. Második mérkőzésén, július 9-én, 27 pontja és 12 lepattanója volt a Portland Trail Blazers elleni 85–80-as vereség során. Egy nappal később a San Antonio Spurs bejelentette, hogy Wembanyama nem fog szerepelni a nyári liga fennmaradó részében. Október 25-én mutatkozott be az NBA-ben, 15 pontot szerezve, amiből kilenc három pontosokon keresztül született (Spurs-újonc-rekord), a Dallas Mavericks elleni 126–119-es végeredményű vereség alatt. Ezek mellett volt öt lepattanója, két gólpassza és két blokkja is a mérkőzésen. November 2-án Wembanyama akkori karriercsúcs 38 pontot szerzett, 10 lepattanó, két blokk és egy labdaszerzés mellett. a Phoenix Suns elleni győzelem során. Ezzel LeBron James és Kevin Durant után az egyetlen tinédzser lett, aki legalább 35 pontot, 10 lepattanót és két blokkot tudott szerezni a ligában egy mérkőzésen. November 5-én 20 pontja, kilenc lepattanója és öt blokkja volt a Toronto Raptors elleni 123–116-os vereség során, amivel Tim Duncan óta az első Spurs-újonc lett, akinek ez sikerült. November 18-án nyolc blokkal zárta a Memphis Grizzlies elleni mérkőzést, amivel mindössze a harmadik Spurs-újonc lett Duncan és Robinson után, aki ezt elérte.
December 8-án 21 pontot és 20 lepattanót szerzett a Chicago Bulls ellen, amivel az NBA történetének legfiatalabb játékosa lett, aki egy mérkőzésen mindkét kategóriában legalább húszat elért, megelőzve Dwight Howardot. December 13-én 30 pontja, 12 lepattanója és hat blokkja volt a Los Angeles Lakers elleni 122–119-es vereség során. Két nappal később 17 pontot és 12 lepattanót szerzett a New Orleans Pelicans ellen, megdöntve Dwight Howard rekordját a legtöbb mérkőzésért, amelyen egy tinédzser sorozatban dupla duplát szerzett (8). December 28-án 30 pontja, hat lepattanója, hat gólpassza és hét blokkja volt a Portland Trail Blazers ellen, az első tinédzserként, aki egy mérkőzésen legalább 20 pontot, 5 lepattanót, öt gólpasszt és öt blokkot szerzett.
2024. január 10-én Wembanyama megszerezte első tripla dupláját, 16 ponttal, 12 lepattanóval és 10 gólpasszal a Detroit Pistons elleni 130–108 végeredményű mérkőzésen. Február 12-én ismét elérte ezt, 27 ponttal, 14 lepattanóval és tíz blokkal. Az első játékos lett Clint Capela (2021) óta, aki pontokkal, lepattanókkal és blokkokkal szerzett tripla duplát, illetve az első a liga történetében, aki kevesebb, mint 30 perc alatt szerzett egy 20 pontos és 10 blokkos tripla duplát. Február 23-án egy five-by-five-ot szerzett 27 ponttal, 10 lepattanóval, nyolc gólpasszal, öt labdaszerzéssel és öt blokkal. Ezt a Los Angeles Lakers ellen kevesebb, mint fél óra alatt érte el, a legrövidebb idő alatt az NBA történetében, illetve a legfiatalabb játékosként. Március 3-án 31 pontot, 12 lepattanót, hat gólpasszt, hat blokkot és egy labdaszerzést mutatott fel az Indiana Pacers ellen, az első újonc lett az NBA történetében, aki sorozatban két találkozón legalább 20 pontot, 10 lepattanót, öt gólpasszt és öt blokkot szerzett. Tim Duncan és David Robinson után pedig a harmadik újonc lett, aki egy mérkőzést legalább 30 ponttal, 10 lepattanóval, öt gólpasszal és öt blokkal zárt. Március 15-én 17 pontja, kilenc lepattanója, két gólpassza, két labdaszerzése és három blokkja volt a Denver Nuggets ellen, amellyel Raef LaFrentz mellett az egyetlen játékos lett, aki egy szezonban több, mint 200 blokkot és 100 hárompontost szerzett. Tim Duncan óta az első újonc lett, aki egy szezonban átlépte a 200 blokkos határt. Március 29-én szezoncsúcs (és akkor egyben karriercsúcs) 40 pontja volt, 20 lepattanó és hét gólpassz mellett. A szezont az első NBA-játékosként zárta, aki legalább 1500 pontot, 250 blokkot és 100 hárompontost szerzett egy évadban. 3,6 blokkot átlagolt, amellyel a legfiatalabb játékos lett (20 év, 101 nap), aki a legmagasabb blokkmutatóval zárta az évet.
2024. május 6-án Wembanyamát megválasztották az év újoncának, mindössze a hatodik díjazottként, aki minden lehetséges szavazatot megkapott. Manute Bol mellett a második újonc lett, aki első szezonjában a legtöbb blokkot szerezte és legtöbbet átlagolta a szezonban. Második lett az év védekező játékosát megválasztó szavazáson is, Rudy Gobert mögött, illetve az első újonc és legfiatalabb játékos lett, akit beválogattak a liga legjobb védői közé.

#### 2024–2025-ös szezon: az NBA egyik legjobbja
2024. október 31-én Wembanyama megszerezte második five-by-five-ját, 25 pontot, kilenc lepattanót, hét gólpasszt, illetve öt-öt labdaszerzést és blokkot szerezve. Mindössze a harmadik játékos lett a liga történetében Hakeem Olajuwon és Andrej Kirilenko után, aki ezt több, mint egyszer elérte. November 4-én 24 ponttal, 13 lepattanóval, három gólpasszal, három labdaszerzéssel és kilenc blokkal zárta a Los Angeles Clippers elleni 113–104 végeredményű mérkőzést. Öt nappal később 24 pontja, 16 lepattanója, hét blokkja és 6/9-es hatékonysággal dobta hárompontosait. Az első NBA-játékos lett, aki több mérkőzésen is legalább 20 pontot, 15 lepattanót, öt hárompontost és öt blokkot szerzett. November 13-án karriercsúcs 50 pontja volt a Washington Wizards ellen, amelyet karriercsúcs nyolc hárompontossal ért el. 20 évesen és 314 naposan a negyedik legfiatalabb játékos lett, aki egy mérkőzésen legalább 50 pontot szerzett az NBA-ben, és az első a liga történetében, aki három mérkőzés alatt 20 hárompontost és 13 blokkot szerzett.
December 21-én 30 pontot szerzett és beállította karriercsúcsát blokkokban, tízzel. Mindössze a hatodik játékos lett az NBA történetében, aki egy mérkőzésen legalább 30 pontot és 10 blokkot szerzett, Olajuwon (5x), David Robinson (3x), Artis Gilmore, Dwight Howard és Kareem Abdul-Jabbar után. A legfiatalabb játékos volt, akinek sikerült, megelőzve Howardot majdnem két évvel. Az első játékos lett négy hárompontossal és 10 blokkal egy mérkőzésen. Sorozatban 62 mérkőzésen volt blokkja, megdöntve Robinson franchise-rekordját. December 25-én 42 pontja, 18 lepattanója, négy gólpassza és négy blokkja volt a New York Knicks elleni vereség során. A harmadik játékos lett a liga történetében, aki egy karácsonyi mérkőzésen legalább 40 pontot és 15 lepattanót szerzett, Wilt Chamberlain (1959 és 1961) és Nikola Jokić (2022) után. Chamberlain (45) és Tracy McGrady (43) mögött az övé volt a legsikeresebb karácsonyi debütálás.
2025. január 30-án pályafutása során először NBA All Star lett. Február 20-án a Spurs bejelentette, hogy Wembanyama nem fog játszani a szezon hátralévő részében, miután a vállában felfedeztek egy trombózist. Az évadban 24,3 pontot, 11,0 lepattanót és 3,7 gólpasszt átlagolt, illetve neki volt a legtöbb blokkja a ligában, és sokan az év védekező játékosa díj várományosának tekintették.

## A válogatottban

### Utánpótlás csapatban
Wembanyama szerepelt a 2019-es U16-os Európa-bajnokságon a francia válogatottban, Olaszországban. A negyeddöntőben 80–78-ra legyőzték Horvátországot, a mérkőzésen 12 pontja, 21 lepattanója és 8 blokkja volt. A tornán 9 pontot, 9,6 lepattanót és 5,4 blokkot átlagolt, vezetésével a francia válogatott ezüstérmes lett és beválasztották a torna csapatába. A 2021-es Lettországban rendezett U19-es világbajnokságon 14 pontot, 7,4 lepattanót és 5,7 blokkot átlagolt és ismét beválasztották a torna csapatába. A francia válogatott ezüstérmes lett. A döntőben az Egyesült Államok elleni 83–81 arányú vereség során 22 pontja, 8 lepattanója és 8 blokkja volt. Megdöntötte a rekordot a legtöbb átlagolt blokkért a FIBA történetében.

### A felnőtt válogatottban
Wembanyama helyet kapott a francia válogatott 17 fős előzetes keretébe a 2022-es Európa-bajnokságra, de sérülés miatt nem tudott pályára lépni. Ezek mellett beválasztották a novemberi világbajnoki selejtezőkre. 2022. november 11-én debütált a felnőtt csapatban, 20 pontja és 9 lepattanója volt Litvánia ellen.

## Játékstílus

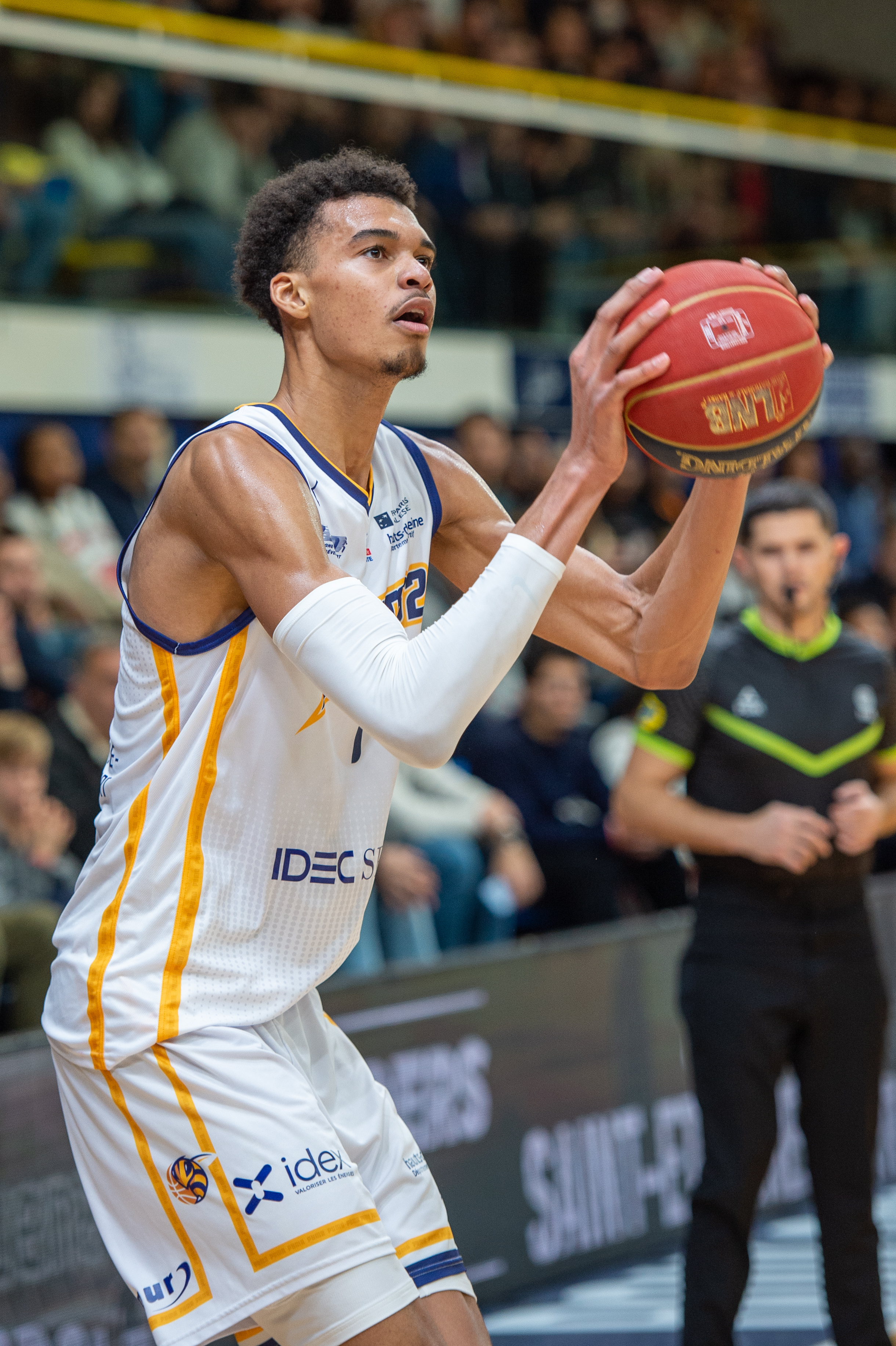
Wembanyama egy három pontos dobása közben 2022-ben

Generációjának egyik legnagyobb tehetségének tekintik, szakértők LeBron James óta az NBA leginkább várt újoncának tekintik. Tizennégy évesen már Európa egyik legnagyobb tehetségének tekintették, mire betöltötte 16. életévét, valószínűnek tartották, hogy az első választás lesz a drafton, amelyiken úgy dönt, hogy részt vesz. Utolsó szezonja során, mielőtt részt vehetett a 2023-as NBA-drafton, egyértelmű volt, hogy ő lesz az első helyen választott játékos. Adam Silver, az NBA biztosa azt nyilatkozta, hogy a szervezet kifejezetten nagy figyelmet fog arra fordítani, hogy megakadályozza, hogy csapatok direkt mérkőzéseket veszítsenek, hogy nagyobb esélyük legyen megszerezni a francia erőcsatárt.
219 centiméter magas erőcsatár, fesztávolsága 244 centiméter, amint kiválasztják a drafton az NBA egyik legmagasabb játékosa lesz. Magassága miatt megkérdőjelezték, hogy milyen hosszan fog tudni játszani, hiszen hasonló magasságú játékosokra jellemző, hogy térdsérülések lerövidítik pályafutásukat. Gyakran játszik a három pontos vonalon kívül, magasságához képest kiemelkedő mozgékonysága és labdakezelési képességei vannak, olyan hatékonyan tudja dobni a labdát, mint egy hátvéd. Wembanyama jó hatékonysággal dobja három pontosait, próbálkozásait nehéz blokkolni magassága miatt. A szigorított területen belül is hatékonyan tud pontokat szerezni, centermozgása és elzárás-leválásai kiemelkedők. Védőként is nagyon jó játékos, magassága és mozgékonysága miatt könnyen tudja blokkolni az ellenfél dobásait. Ennek köszönhetően nála alacsonyabb játékosok ellen is könnyen tud védekezni. Hiányosságai közé sorolják viszont testfelépítését, hiszen magasságához képest viszonylag vékony, mindössze 95 kg, ellenfelei ki tudják használni ellene súlybeli előnyüket.
Ugyan szakértők általában különleges és összehasonlíthatatlan játékosnak tekintik, játékstílusához leginkább Kareem Abdul-Jabbar vagy Ralph Sampson játéka hasonlít. Az ESPN elemzője, Mike Schmitz védekezését Rudy Gobert francia centerhez hasonlította, míg dobóképességét Kristaps Porziņģis-hez, jobb labdakezeléssel és passzolási képességekkel. John Hollinger (The Athletic) úgy írta le az erőcsatár játékát, mint Sampson, Porziņģis és Dirk Nowitzki keveréke. Wembanyama játékát Kevin Durantet és Jánisz Antetokúnmpót imitálva építette fel.

## Statisztika

### Euroliga
| Év        | Csapat  | JM | KM | JP/M | MG%  | 3P%  | BD%  | LP/M | GP/M | L/M | B/M | P/M |
| --------- | ------- | -- | -- | ---- | ---- | ---- | ---- | ---- | ---- | --- | --- | --- |
| 2021–2022 | ASVEL   | 13 | 10 | 17,3 | .373 | .303 | .667 | 3.8  | 0,5  | 0,4 | 1,9 | 6,5 |
| Karrier   | Karrier | 13 | 10 | 17,3 | .373 | .303 | .667 | 3.8  | 0,5  | 0,4 | 1,9 | 6,5 |

### LNB Pro A
| Év        | Csapat           | JM | JP/M | MG%  | 3P%  | BD%  | LP/M | GP/M | L/M | B/M | P/M  |
| --------- | ---------------- | -- | ---- | ---- | ---- | ---- | ---- | ---- | --- | --- | ---- |
| 2020–2021 | Nanterre 92      | 18 | 16,9 | .443 | .364 | .684 | 4,8  | 0,8  | 0,2 | 1,9 | 6,8  |
| 2021–2022 | ASVEL            | 16 | 18,4 | .473 | .260 | .700 | 5,1  | 0,8  | 0,9 | 1,8 | 9,4  |
| 2022–2023 | Metropolitans 92 | 29 | 32,2 | .469 | .304 | .835 | 9,9  | 2,6  | 2,3 | 3,1 | 21,4 |
| Karrier   | Karrier          | 63 | 22,5 | .461 | .309 | .739 | 6,6  | 1,4  | 1,1 | 2,3 | 12,5 |

### NBA

#### Alapszakasz
| Év        | Csapat            | JM  | KM  | JP/M | MG%  | 3P%  | BD%  | LP/M | GP/M | L/M | B/M  | P/M  |
| --------- | ----------------- | --- | --- | ---- | ---- | ---- | ---- | ---- | ---- | --- | ---- | ---- |
| 2023–2024 | San Antonio Spurs | 71  | 71  | 29,7 | .465 | .325 | .796 | 10,6 | 3,9  | 1,2 | 3.6* | 21,4 |
| 2024–2025 | San Antonio Spurs | 46  | 46  | 33,2 | .476 | .352 | .836 | 11,0 | 3,7  | 1,1 | 3,8  | 24,3 |
| Karrier   | Karrier           | 117 | 117 | 31,1 | .469 | .339 | .809 | 10,8 | 3,8  | 1,2 | 3.7  | 22,5 |
| All-Star  | All-Star          | 1   | 0   | 13,9 | .727 | .333 | –    | 7,0  | 0,0  | 1,0 | 2,0  | 17,0 |

## Magánélete
A játékos ügynöke Bouna Ndiaye, akivel családja rég óta együtt dolgozik. Tizenöt éves kora óta tanácsadója a játékosnak és 2022 óta hivatalosan is ügyfele. Ndiaye fiát gyerekkora óta Wembanyama anyja edzette.
Wembanyama elvégezte középiskolai tanulmányait, a Nanterre 92 beleegyezésével. Bakkalaureátusát kitüntetésekkel szerezte meg, specializálódása föld-, és élettudományok illetve társadalmi-, és gazdasági tudományok voltak.